# Улан зала

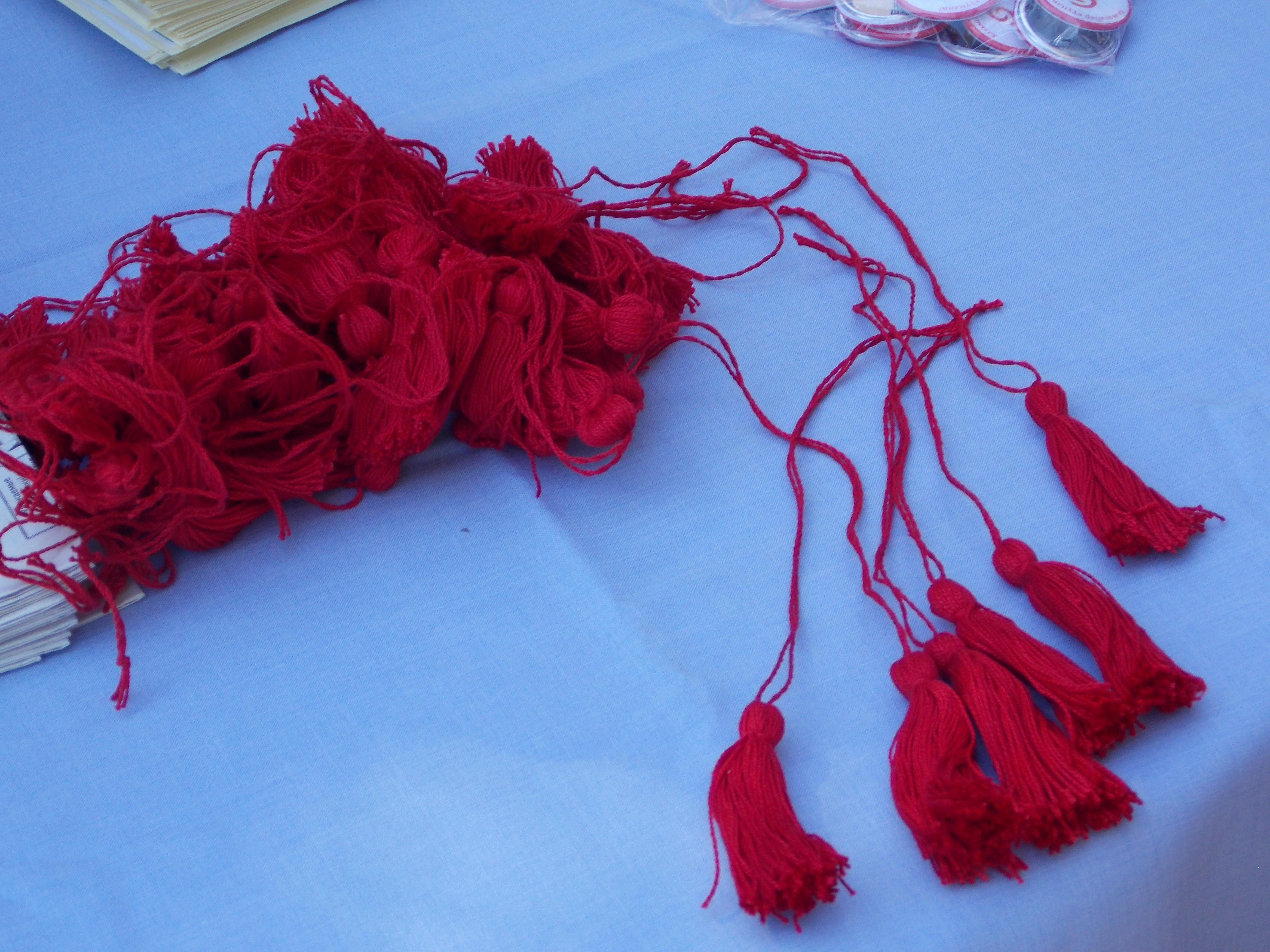
Улан зала

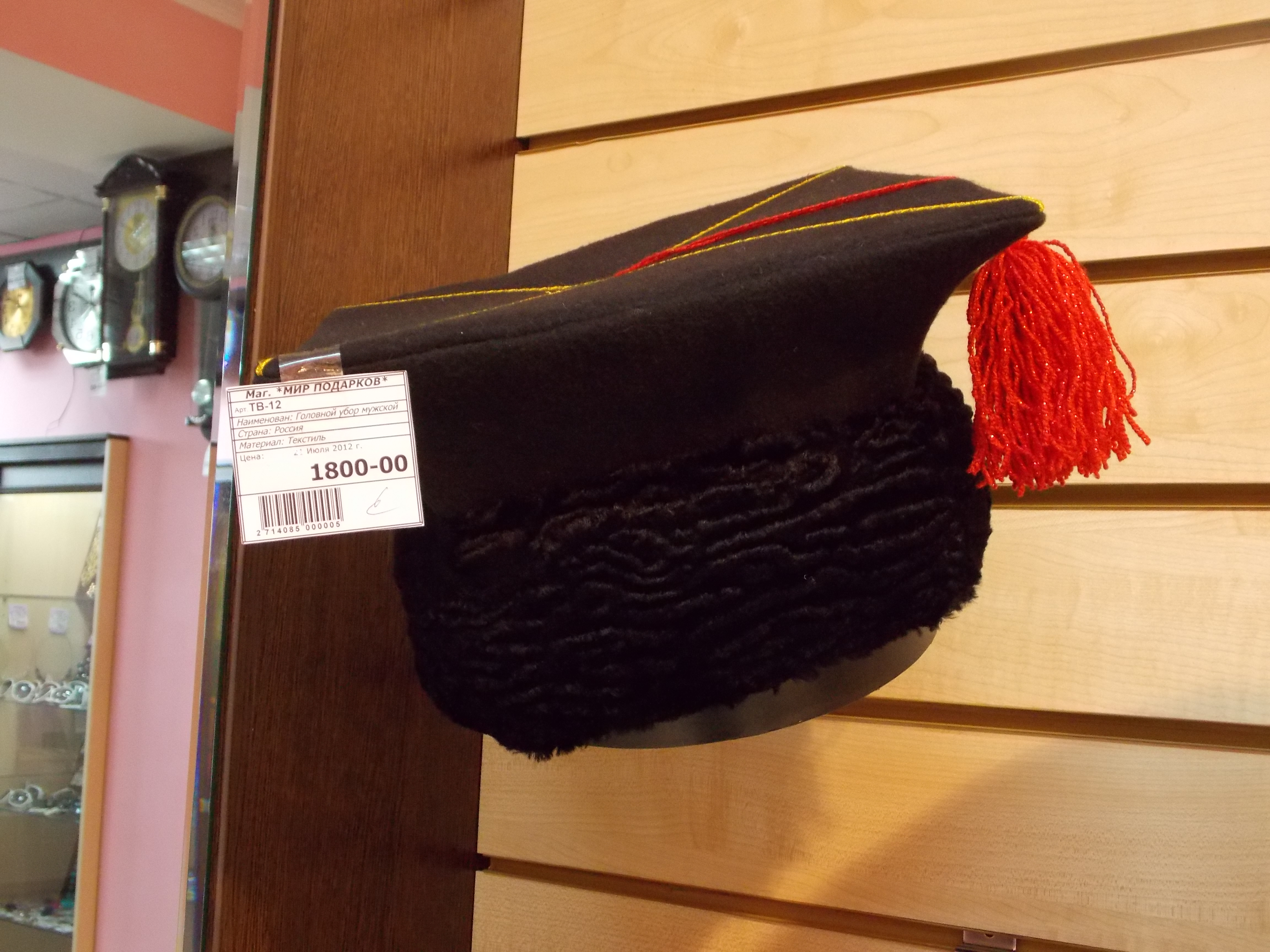
Мужской калмыцкий национальный головной убор с Улан зала

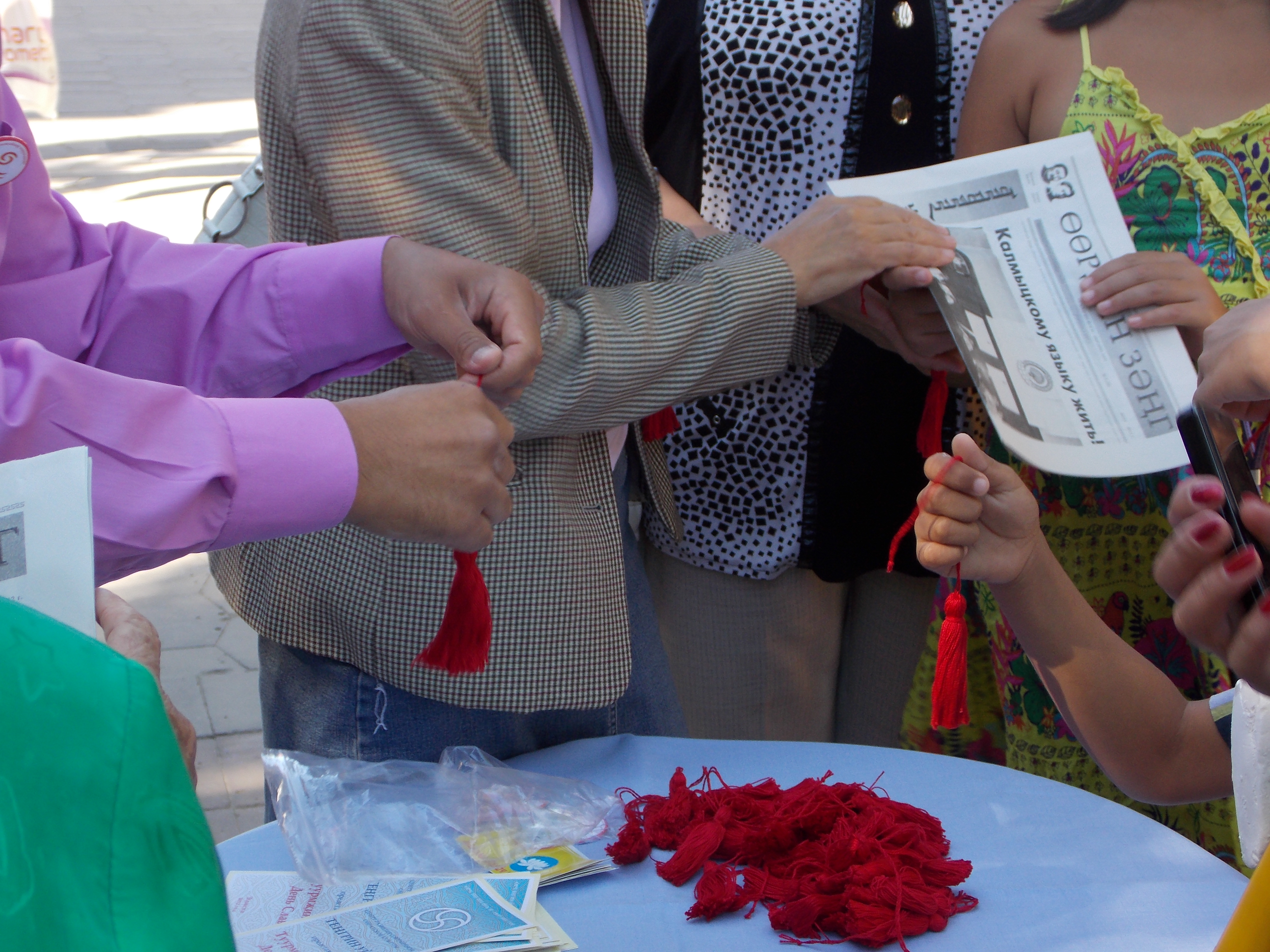
Раздача Улан зала в Элисте, Калмыкия

Ула́н зала́ (калм. Улан зала — «красная кисточка») — небольшая кисть, помпон из красных шёлковых нитей, элемент мужского головного убора калмыцкой национальной одежды. Улан зала является знаком национального отличия калмыков от других монгольских народов.

## История
В 1437 году ойратский (калмыцкий) тайши Тогон издал указ о введении «Улан зала» как знака отличия ойратов от остальных монголов. Улан зала получил распространение среди ойратов и стал символичным выражением национальной самоидентификации ойратов, которые стали себя называть «улан залата өөрд» (ойраты с красной кисточкой). В 1750 году хан Дондук-Даши издал закон, подтверждающий указ Тогон-тайши. В 1822 году Зензелинское собрание калмыцких нойонов и зайсагов предписало калмыкам обязанность пришивать Улан зала на головной убор.
Выражение «улан залата өөрд» сохранилось и перешло к калмыкам, которые стали себя называть подобным же образом — «ула́н залата́ хальмгу́д» (калмыки c красной кисточкой), вкладывая в эти слова смысл этнонима, равного термину «калмык».
В настоящее время Улан зала, кроме элемента мужского национального головного убора, используется в качестве амулета — его привязывают к антеннам автомобилей, к зеркалам заднего вида, женским сумочкам или кладут на домашний алтарь. Важнейшим элементом современного использования улан зала является его освящение буддийскими монахами.

## Другое
- Улан зала является основополагающим элементом герба Калмыкии;
- Улан зала упоминается в современном гимне Калмыкии;
- В честь Улан зала в Элисте названа улица.

## Источник
- Очерки истории Калмыцкой АССР. Дооктябрьский период., М., изд. Наука, 1967, стр. 60, 450.
- Эрдниев У. Э., Максимов К. Н., Калмыки/ историко-этнографические очерки, Элиста, Калмыцкое книжное издательство, 2007, стр. 281, ISBN 978-5-7539-0575-8